# Сивокрил тръбач
Сивокрилият тръбач (Psophia crepitans) е вид птица от семейство Psophiidae.

## Разпространение
Видът е разпространен в тропическите гори в северната част на Амазонка и Гвианския щит в тропическа Южна Америка.